# P-chlorkresol
p-Chlorkresol (systematický název 4-chlor-3-methylfenol, sumární vzorec C7H7ClO) je chlorovaný fenol používaný jako antiseptikum a konzervant. Za běžných podmínek se jedná o bezbarvé dvoutvaré krystaly mírně rozpustné ve vodě. Pro použití k dezinfekci, například rukou, se často rozpouští v alkoholu v kombinaci s jinými fenoly Pro citlivou kůži je mírným alergenem.